# 22561 Miviscardi
22561 Miviscardi è un asteroide della fascia principale. Scoperto nel 1998, presenta un'orbita caratterizzata da un semiasse maggiore pari a 2,2482591 UA e da un'eccentricità di 0,0913030, inclinata di 7,15428° rispetto all'eclittica.